# Plumsjochhütte
Die Plumsjochhütte ist eine private Schutzhütte im Vorkarwendel, dem nordöstlichen Teil des Karwendels in Tirol. Sie liegt auf 1630 m ü. A. knapp unterhalb des Plumssattels (1669 m ü. A.), einem Übergang zwischen dem Rißtal im Westen und Pertisau im Achental im Osten. Ihren Namen hat sie vom nicht weit entfernten Gipfel Plumsjoch.
Die Hütte dient als Stützpunkt bei der Besteigung der Montscheinspitze, des Kompar und der Bettlerkarspitze. Zur Tölzer Hütte führt ein Höhenwanderweg, der über den Grasbergkamm verläuft.
Der kürzeste Zugang aus dem Rißtal führt von den Hagelhütten (1077 m ü. A.) über einen markierten Wanderweg zur Hütte, der etwa 1½ Stunden in Anspruch nimmt. Von der Gernalm (1166 m ü. A.) im Gerntal bei Pertisau ist die Plumsjochhütte über einen geschotterten, sehr steilen, Fahrweg in etwa 1½ Stunden erreichbar. Sie ist daher auch ein beliebtes Ziel für Mountainbiker. Die Auffahrt von Hinterriß ist mit dem Mountainbike einfacher.